# Biaktriller
De biaktriller (Lalage leucoptera) is een zangvogel uit de familie Campephagidae (rupsvogels). De soort werd in 1871 door Hermann Schlegel (directeur van het Rijksmuseum van Natuurlijke Historie te Leiden) als aparte soort geldig beschreven als Campephaga leucopter maar wordt ook wel beschouwd als ondersoort van zwartbrauwtriller.

## Kenmerken
De vogel is 19 cm lang en lijkt sterk op de zwartbrauwtriller. Het verschil is de hoeveelheid wit op de vleugel die een doorlopende band vormt over de hand- en armpennen.

## Verspreiding en leefgebied
Deze soort is endemisch op het eiland Biak (provincie West-Papoea, Indonesië). De leefgebieden van deze vogel liggen in diverse typen gebieden met bos en struikgewas in laagland tot op 200 meter boven zeeniveau.

## Status
De biakbartriller heeft een beperkt verspreidingsgebied en daardoor is de kans op uitsterven aanwezig. De grootte van de populatie werd in 2016 door BirdLife International geschat op 10 tot 20 duizend volwassen individuen. De populatie-aantallen nemen af door habitatverlies. Het leefgebied wordt aangetast door ontbossing waarbij bos plaats maakt voor intensief agrarisch gebruikt land. Om deze redenen staat deze soort als gevoelig op de Rode Lijst van de IUCN.